# Narodni laboratorij Los Alamos
Nacionalni laboratorij Los Alamos (izvirni angleški naziv Los Alamos National Laboratory; kratica LANL; tudi Site Y, Los Alamos Laboratory in Los Alamos Scientific Laboratory) je narodni laboratorij, ki spada pod Oddelek za energijo ZDA (DOE), upravlja pa ga Univerza Kalifornije. Nahaja se v istoimenskem okrožju ameriške zvezne države Nova Mehika.
Trenutno je laboratorij eden največjih interdisciplinarnih ustanov na svetu in eden od le dveh laboratorijev v ZDA, ki deluje na področju atomskega orožja (drugi je Narodni laboratorij Lawrence Livermore). 
LANL je največja ustanova in največji delodajalec v Novi Mehiki, saj zaposluje okoli 13.200 ljudi. Ena tretjina uslužbencev je fizikov, ena četrtina inženirjev, ena šestina kemikov in raziskovalcev materialov, medtem ko drugi delujejo na področju matematike, računalništva, biologije, geoznanosti in drugih področij.
Laboratorij so ustanovili med drugo svetovno vojno za potrebe Projekta Manhattan, ki je deloval na razvoju atomske bombe. Letni proračun laboratorija je 2,2 milijardi ameriških dolarjev.

## Predstojniki
- Julius Robert Oppenheimer (1943–1945)
- Norris Edwin Bradbury (1945–1970)
- Harold Agnew (1970–79)
- Donald Kerr (1979–86)
- Siegfried S. Hecker (1986–97)
- John C. Browne (1997–2003)
- George Peter Nanos (2003–05)
- Robert W. Kuckuck (2005–06)
- Michael R. Anastasio (2006–11)
- Charles F. McMillan (2011–17)
- Terry Wallace (2018)
- Thomas Mason (2018–)